# Дороги, которые нас выбирают (спектакль)
«Дороги, которые нас выбирают» — спектакль Театра сатиры, основанный на произведениях О. Генри «Последний лист», «Русские соболя» и «Фараон и хорал». Поставлен режиссёром Валерием Архиповым, руководитель постановки — Александр Ширвиндт.
Лауреат премии Союза театральных деятелей РФ «Гвоздь сезона».

## Описание сюжета
Действие происходит в Нью-Йорке. В спектакле несколько равнозначных сюжетных линий, первая из них основана на рассказе «Фараон и хорал». Главный герой, бездомный по имени Сопи (в исполнении Олега Кассина) хочет совершить преступление, чтобы провести всю приближающуюся зиму в тюрьме. Однако все его попытки совершить что-либо противозаконное оканчиваются неудачей. В конце спектакля Сопи уже смиряется с тем фактом, что перезимовать в тюрьме ему не удастся, обещает себе начать новую жизнь, но в этот момент его за бродяжничество арестовывает полицейский и ведёт в участок.
Вторая линия развивается по мотивам рассказа «Последний лист». Главные героини — девушки Сью (Анастасия Микишева) и Джонси (Елена Ташаева) — содержат общую студию. И в один из дней Джонси заболевает пневмонией. Она всё время лежит и смотрит из окна на старый плющ, у которого опадают листья. Затем она говорит, что умрёт, когда с дерева упадёт последний лист. Сью тем временем хочет нарисовать картину, чтобы заработать деньги на лекарства и пропитание, и обращается за помощью к соседу, художнику Берману (исполняет Юрий Нифонтов или Александр Чернявский), прося его побыть натурщиком для Сью и рассказывая о Джонси и старом плюще. Берман, вредный старичок, мечтающий нарисовать Шедевр, цинично реагирует на историю Сью. На плюще же уже облетели почти все листья, остался лишь один, который крепко держится на ветке, несмотря на проливные дожди и сильный ветер. В этот день Джонси становится лучше, а на следующий день они узнают, что художник Берман умер от тяжёлого воспаления лёгких. Он был найден у себя в комнате весь мокрый, с разбросанными кистями, рядом с передвинутой лестницей. Зритель узнаёт, что лист плюща, который удержался на дереве, и был главным Шедевром Бермана.
Третья и последняя сюжетная линия (рассказ «Русские Соболя») рассказывает нам историю любви между девушкой Молли (Евгения Свиридова) и гангстером по кличке Малыш Бреди (Игорь Лагутин), который ради возлюбленной пытается жить честно и говорит, что единственная трудность будет — это его тягота к хорошей одежде. Однажды он дарит Молли боа и муфту из настоящего русского соболя, которые, как утверждает сам Малыш, стоили ему почти тысячу долларов. Молли опасается, что Бреди вернулся на стезю криминала, однако он убеждает её в обратном, и они решают прогуляться по Нью-Йорку, привлекая к себе в этом районе внимание всех окружающих. В эту шумиху вмешивается постовой Ренсон (Сергей Чурбаков) и говорит Бреди, что когда тот чинил водопровод в одной из квартир, одновременно с его уходом пропали и русские соболя. Бреди сдаётся и уже просит надеть на себя наручники, разбивая тем самым сердце Молли, но тогда в дело вмешивается опытный следователь, который по меху определил настоящую цену этих мехов, которые на самом деле стоили чуть больше 20$. Тогда Малыш и признаётся, что ему было легче сесть в тюрьму, нежели признаться в дешевизне этих подарков. Бреди отпускают, и Молли бросается его обнимать.

## Действующие лица и исполнители
- Олег Кассин — Сопи
- Павел Мисаилов — Фрэнк
- Сергей Колповский — Майкл
- Юрий Нифонтов/Александр Чернявский — Берман
- Анастасия Микишева — Сью
- Елена Ташаева — Джонси
- Игорь Лагутин — Малыш Бреди
- Евгения Свиридова — Молли
- Валерий Гурьев — Сержант Уэлс
- Сергей Чурбаков — Постовой Ренсон
- Евгений Толоконников — Уильям Прай
- Арина Кирсанова — Вайолет Смур
- Юрий Воробьёв — Бармен
- Вероника Агапова — Официантка

и другие

## Создатели спектакля
- Режиссёр-постановщик и балетмейстер — Валерий Архипов
- Стихи — Владислав Старчевский
- Музыкальный руководитель и дирижёр — Андрей Семёнов
- Художник-постановщик — Виктория Хархалуп
- Художник по костюмам — Ирэна Белоусова
- Руководитель постановки — Александр Ширвиндт